# Megalodontes
Megalodontes is een geslacht van bladwespen uit de familie Megalodontesidae.

## Soorten
- M. bucephalus (Klug, 1824)
- M. capitalatus Konow, 1904
- M. cephalotes (Fabricius, 1781)
- M. dusmeti Enslin, 1914
- M. eversmanni (Freymuth, 1870)
- M. fabricii (Leach, 1817)
- M. flabellicornis (Germar, 1825)
- M. flavicornis (Klug, 1824)
- M. gratiosus (Mocsary, 1881)
- M. krausi Taeger, 1998
- M. laticeps Konow, 1897
- M. medius Konow, 1897
- M. merceti Konow, 1904
- M. mocsaryi (Ed. Andre, 1881)
- M. mundus Konow, 1904
- M. panzeri (Leach, 1817)
- M. phaenicius (Lepeletier, 1823)
- M. plagiocephalus (Fabricius, 1804)
- M. scythicus Zhelochovtsev, 1988
- M. spiraeae (Klug, 1824)
- M. thor Taeger, 2002
- M. turcicus (Mocsary, 1881)